# Miguel Mazzeo
Miguel Mazzeo, escritor argentino. Nació en Lanús, Buenos Aires, en 1966. Es uno de los más importantes intelectuales contemporáneos dedicados a reflexionar sobre las prácticas de los "nuevos movimientos sociales". Desde 1994 ejerce como profesor de Historia en la Universidad de Buenos Aires (UBA). Desde entonces, fue docente de diversas Cátedras de la Universidad de Buenos Aires y en la Universidad de Lanús (UNLa). Es miembro del Comité Editorial de la revista Periferias, del Consejo Editorial de la revista Lutas Sociais (Brasil), y promotor de la Editorial El Colectivo. 
Su más prolífica labor teórica fue realizada a partir de su vínculo de colaboración con los Movimientos de Trabajadores Desocupados (piqueteros). A partir de ello, nutrió su formación académica con la experiencia recogida de la participación en el área de formación política de las organizaciones integrantes del Frente Popular Darío Santillán. También ha participado y participa en diversas Cátedras Libres (de Derechos Humanos, Che Guevara, de Estudios Latinoamericanos, John W. Cooke, Pensamiento Latinoamericano, etc..) en Buenos Aires y en el interior del país. 
Fue Coordinador Nacional de la Cátedra Libre Universidad y Movimientos Sociales en la Universidad de La Plata (UNLP) en 2005 y de la Cátedra Abierta América Latina en la Universidad de Mar del Plata (UNMdP) en 2006. 

## Publicaciones

### Libros de su autoría
- Volver a Mariátegui (1995)
- Piqueteros. Notas para una tipología (2004)
- ¿Qué (no) hacer? Apuntes para una crítica de los regímenes emancipatorios (2005)
- El sueño de una cosa. (Introducción al poder popular) (2007)
- Invitación al descubrimiento. José Carlos Mariátegui y el socialismo de Nuestra América (2009)
- Poder popular y nación. Notas sobre el Bicentenario de la Revolución de Mayo (2011)
- Conjurar a Babel. La nueva generación intelectual argentina a diez años de la rebelión popular de 2001 (2012)
- Entre la reinvención de la política y el fetichismo del poder (2014)
- El Socialismo Enraizado (2014)

### Colaboración en obras colectivas y libros de autoría compartida
- Estado y administración pública en la Argentina. Análisis de su desarrollo en el período 1880-1916 (con Daniel Campione, 1999)
- Cartas, textos inéditos y trabajos poco conocidos de John William Cooke (compilación, 2000)
- Venezuela, ¿la revolución por otros medios? (obra colectiva) (2006)
- Historia argentina contemporánea. Pasados presentes de la política, la economía y el conflicto social (obra colectiva, 2006)
- Reflexiones sobre el poder popular (obra colectiva, 2007)
- Vigencia de J. C. Mariátegui. Ensayos sobre su pensamiento (obra colectiva, 2009)

### Artículos publicados en la revistaHerramienta
- "Izquierda vieja e izquierda posmoderna: cuando el muerto se ríe del degollado" (2009)
- "La izquierda por venir y la nueva generación intelectual argentina" (2010)
- "Pensar la Nación: a propósito del Bicentenario de la Revolución de Mayo" (2010)
- "Notas para una caracterización de la nueva generación intelectual argentina" (2010)
- "Reflexiones sobre la intelectualidad dizque progresista. A propósito de Carta Abierta" (2011)

### Artículos publicados en la revistaPeriferias
- "Subjetividad y utopía. Las partes reales de un todo posible" (1996)
- "La representación política en el Estado Gestionario" (1998)
- "Pensar la herramienta política (estratégica) del campo popular" (2000)
- "El 'eje estatal', el poder y el 'sujeto posleninista'. Algunas reflexiones" (2002)
- "Náuseas y aparentes aporías. Sobre insurrecciones y elecciones" (2003)
- "John W. Cooke: un hereje de dos Iglesias" (2005)